# Super en Hieper
Bul Super en Hiep (Hypolitus) Hieper zijn twee vaak terugkerende antagonisten in de Nederlandse stripreeks Tom Poes, bedacht en oorspronkelijk getekend door Marten Toonder. Het zijn oorspronkelijk twee samenwerkende zakenlieden die door tegenslag aan lager wal zijn geraakt. Ze verdienen nu de kost met allerlei soorten obscure handel en soms gewoon in het criminele milieu.
Super en Hieper hebben beiden de gedaante van antropomorfe honden. Bul Super is wel een stuk groter en dikker dan zijn compagnon en zijn uiterlijk doet sterk aan dat van een buldog denken. Allebei dragen ze hoofddeksels, waarbij Bul Super in de ballonstrips vaak een groene bolhoed op heeft.

## Oorsprong en personages
Deze twee personages debuteerden in het verhaal De Superfilm-onderneming uit 1944. Hier zijn ze nog echte zakenlieden, die door allerlei omstandigheden steeds door ellende en armoede getroffen worden. Hierdoor moeten ze door oplichting en misdaad hun brood verdienen. Meestal is de intentie om eerlijk zaken te doen wel aanwezig, maar missen de heren de instelling en het geduld om er werkelijk een goed einde aan te maken.
In dit debuutverhaal fungeert Hieper bij aanvang nog als de meerdere van Super, maar halverwege het verhaal verklaart Hiep Hieper al: "De baas is Bul Super en die wil niet de kans lopen, dat de politie erbij gehaald wordt". Bul Super bedriegt in dit verhaal vervolgens zijn vennoot. Super is hierna bijna altijd de initiatiefnemer en (kwade) genius bij iedere (super)zaak die ze aanpakken, waarbij Hieper in de loop van de verhalen steeds meer verwordt tot een pessimistische en initiatiefloze meeloper, die alleen geen schijn van kans maakt en tot schreien vervalt wanneer de wet op zijn pad komt. In De pier-race (1948-1949) legt hij het in zijn eentje af tegen Tom Poes en heer Bommel. Hun misdadig hoogtepunt bereiken ze in Bombom de Geweldige (1966), waarin ze de Rommeldamse onderwereld organiseren in de bende van de 'Zwarte Gruwel'.
Tot heer Bommels grote frustratie is hij vaak het doelwit van het duo Super en Hieper, waarbij ze soms ook lijfelijk geweld toepassen. Toch lukt het heer Bommel in enkele gevallen ook om met de twee een tijdelijke samenwerking aan te gaan, zoals in de verhalen De windhandel en De ombrenger. Aan een eind van een verhaal is er soms een voordeeltje te halen, zoals met de houthandel in De giegelgak en De kniphoed. Aan het slot van De vuur-salamander betaalt de kasteelheer hen dik voor geleverde kruiden, hun misdaden doorstrepend.
In de ballonstrips van Tom Poes wordt Super door Hieper steevast met "baas" aangesproken. Ook treedt Bul Super hier soms nog duidelijker dan in de krantenstrips op de voorgrond als een klassieke schurk en bendeleider, die desnoods zelfs probeert zijn tegenstanders te vermoorden.
Ook in de Tom Poes-tekenfilm Als je begrijpt wat ik bedoel (1983) spelen Super en Hieper een belangrijke rol, als de ontvoerders van de draak Zwelgje.

### Uitspraken van Super
- "Hiep, jongen, je zult altijd wel een kruimeldief blijven."
- "Dit is een superzaak, Hiep!"
- "Zaken zijn zaken!"
- "Recht is iets kroms dat verbogen is."
- "Recht is wat de pot schaft."

## Varia
- Niet toevallig lijken Super en Hieper qua uiterlijk op de politiecommissaris Bulle Bas en Brigadier Snuf, terwijl de naam Bul Super ook deels overeenkomt met die van de politiecommissaris. Toonder deed dit doelbewust, om de dunne lijn tussen wetshandhavers en wetsovertreders te duiden. In De geheimzinnige sleutel valt het niet direct op als Super het uniform van Bulle Bas draagt.
- In De hupbloemerij is Bul tijdelijk politiecommissaris en Hiep wethouder.
- In De pasmunt schakelt Tom Poes de zakenlieden in om pasmunten te slaan in ruil voor eten en bankbiljetten. Dat levert de twee zakenlui een slotmaaltijd met kaviaar op in slot Bommelstein.
- Heer Bommel wordt door Super aangesproken met "Bolle" of "Dikke".
- In De Bommelbende blijkt dat Bul Super wanneer hij alleen is, graag stiekem met poppen speelt.